# Christian Pantzer
Christian Pantzer (* 1962) ist ein deutscher Architekt.

## Werdegang
Christian Pantzer studierte an der Städelschule Frankfurt am Main in der Postgraduiertenklasse bei Peter Cook und später bei Enric Miralles. 1991 gründete er Consume zusammen mit Jim Dudley und Tony Hunt, um soziale, kommunikative und ästhetische Strukturen zu verknüpfen mittels einer „surfing bar“.

### 10 Uhr und Halbzehn
Mit Ralf Schmitt und Bernd Mey gründete er 1996 die interdisziplinäre Künstlergruppe 10 Uhr, der ab 1999 auch Bernhard Schreiner angehörte. Die Gruppe 10 Uhr nahm mehrfach an Wettbewerben teil und entwickelte u. a. künstlerische Konzepte und performative Architektur für die Stadt Frankfurt am Main und Taipeh. Seit 2002 arbeiten Ralf Schmitt und Bernd Mey unter dem Namen Halbzehn im Grenzbereich zwischen Kunst und Architektur.

## Bauten
- 1994–1998: Diskothek U60311 mit Bernd Mey

## Auszeichnungen und Preise
- 1999: Anerkennung – Deutscher Architekturpreis für Diskothek U60311[1]
- 1999: Auszeichnung des Landes Hessen für vorbildliche Bauten für Diskothek U60311[2]
- 1999: Bauwelt Preis für Diskothek U60311[3]
- 2000: Anerkennung – Förderpreis des Bundes Deutscher Architekten für Diskothek U60311[4]
- 2000: Belobigung – DEUBAU Preis für Diskothek U60311[5][6]
- 2000: Max 40 BDA Preis für Diskothek U60311[7]
- 2001: Belobigung („highly commended“) zum Architectural Review World leading Award for emerging Architecture für Diskothek U60311[8][9]